# Ахмад Шах Дурани
Ахмад Шах Дурани (на пущунски: احمد شاه دراني) е основател на Дуранийската империя и основоположник на съвременната държава Афганистан. През юли 1747 г. Ахмад Шах е назначен за монарх на Афганистан от свиканата в Кандахар лоя джирга. С помощта на девет съветника от различни пущунски племена, Ахмад Шах предприема настъпления на изток към Моголската империя и Маратхската империя в днешна Индия, на запад към династията на Афшаридите в днешен Иран и на север към Бухарското ханство в Туркестан. За няколко години той разширява властта си от Хорасан на запад до Кашмир и Северна Индия на изток и от Амударя на север до Арабско море на юг.
Скоро след като идва на власт, Ахмад Шах приема името Шах Дур-и-Дуран („Крал, перла на перлите“) и сменя името на племето си Абдали на Дурани в своя чест. Афганистанците често го наричат Ахмад Шах Баба („Ахмад Шах Бащата“).

## Биография

### Произход и младежки години
Историците все още спорят относно рожденото място на Дурани. Роден е или в Херат (днес в Афганистан) или в Мултан (днес в Пакистан). Той е вторият син на баща си, който е управител на Херат. Все пак, баща му е хвърлен в затвора от персийците и след освобождаването му заминава за Мултан, където има роднини. Той умира, когато Дурани е още малък.
Не е известно много относно детството на Дурани, но според някои сведения, след смъртта на баща си, той е отгледан от майка си и братята ѝ. В тийнейджърските си години започва да участва в политиката и в борбата на пущуните срещу Персийската империя. През 1732 г. Дурани и по-големият му брат са арестувани в Кандахар от владетеля на града, който мрази клана Абдали. За щастие на Дурани, обаче, Надир Шах завладява Кандахар през 1738 г. и го освобождава от затвора.

### Служба при Надир Шах
Към 1740 г. Дурани и брат му вече са се присъединили към войските на Надир Шах, заедно с други членове на клана Абдали. Този клан се превръща в гръбнака на армията на Надир Шах. Междувременно, Дурани служи на различни позиции, включително и като ковчежник на Надир Шах. По това време Надир Шах напада Делхи. Бившият индийски министър-председател Асаф Джах I казва на Надир Шах, че вижда у Дурани „признаци на величие“ и предсказва, че му е отредено да стане крал. Надир Шах не само му вярва и се съгласява с него, ами разговаря с младия Дурани, споделяйки му, че кралският сан ще се падне на него, но той следва да почита наследниците на Надир. Дурани удържа на обещанието си, когато синът му, Тимур Шах, освобождава от затвора Шахрух, внука на Надир Шах. По-късно Шахрух предлага ръката на дъщеря си на Тимур Шах.
Надир Шах е параноичен владетел, който наранява собствените си хора. В крайна сметка, той е убит в съня си от свой войник. Впоследствие избухва борба между афганистанците и персите в редиците на армията на Надиш Шах. Дурани предвожда афганистанците. Армията и териториите на Надир Шах са разпокъсани и различни владетели поемат контрол над различни области. Именно така се образуват границите на съвременен Афганистан.

### Владетел на Афганистан
Свикано е събрание на племенни старейшини (лоя джирга), на което да се реши кой да бъде следващия владетел на Афганистан. Сред кандидатите е и Дурани, който е избран, разполагайки с преимуществото на знатната си фамилия, харизмата си, мъжеството си в бой и близките му отношения с покойния Надир Шах. Така през юли 1747 г. Ахмад Шах Дурани е коронован за монарх на афганистанските племена чрез церемония в Кандахар, който по това време е столица на империята. Церемонията се провежда в джамия, а Дурани е на 25-годишна възраст. Молла изсипва пшеница на главата му, което символизира, че е бил избран от Бог за нацията си.
В началото на управлението си, Ахмад Шах е изправен пред два големи проблема: организирането на афганистанските племена и консолидирането на царството си. Макар да разполага с персийския модел на управление от Надир Шах, ситуацията в Персия и Афганистан е различна, а управлението на афганистанците по персийски модел не е лесна задача. Персийците в продължение на векове се подчиняват на деспотичната система на управление, поради което Надир Шах властва без сериозна опозиция срещу вече установената монархия. От друга страна, Ахмад Шах трябва да установи монархия за пръв път сред войнстващи и независими народи, чийто кратък опит с монархията на Надир Шах, на когото са принудени да плащат васален данък, е по-скоро изпълнен с омраза. Силно почитайки равенството, те биха били дори още по-ожесточени, ако някой от тяхната собствена нация наложи тиранията си върху тях. Поради тази причина, Ахмад Шах се оказва принуден да очертае свой собствен път на управление.
Ахмад Шах Дурани съставя хитър план. Първо дава на бившите Абдали (вече Дурани) земите им, като по този начин спечелва подкрепата им. Той разширява афганистанската власт, основава афганистанската националност и разпространява афганистанските идеи. Тъй като по това време държавата се крепи на различни племена, той започва да търси подкрепата на племенни старейшини, без които не би могъл да управлява въпросните племена. Той остава лоялен към народа си и изключително патриотично настроен. Решава се да обедини народа чрез войни в чужбина, завоевания, стабилна армия, репутация и угаждане на племенните вождове.
През 1747 – 1748 г. покорява Газни, а след това Кабул и Пешавар. Към 1749 г. армията на Дурани вече упражнява контрол над областите Пенджаб, Кашмир и Синд. Към 1757 г. Дурани вече властва над всички територии, които днес съставляват Афганистан.
С разпадането на империята на Надир Шах, много области остават разнебитени и лесни за завладяване. В периода 1747 – 1769 г. Ахмад Шах напада и разграбва градове в Индия общо девет пъти, без каквото и да е намерение да ги управлява. По това време се оженва за Хазрат Бегум, която е дъщеря на моголския император Мухамад Шах. Има четири сина, сред които е и Тимур Шах, който по-късно наследява баща си като владетел на Афганистан.
Счита се, че Дурани въвежда артилерията в редиците на пущунските армии. Освен това той успява да издигне армията до професионално ниво. Хората му имат добро мнение за него, както заради миналото му, така и заради начина, по който управлява. Способността му да обединява афганистанските племена, да сее хармония из страната и да строи основите на Афганистан вероятно се дължи на умението му наистина да разбира афганистанските народи. Той разпространява исляма и създава Съвет на старейшините, включващ групировки, които по традиция са враждебно настроени към монархията. Освен това той построява военно училище, което е етнически разнообразно, и създава първата афганистанска пощенска служба. В кулминацията си, армията му надхвърля 40 000 души, тъй като лидерството му впечатлява и вдъхновява новобранците. Ахмад Шах е широкоскроен и приятелски настроен, което му спечелва уважение и власт сред съседните узбекски и белуджистански племена.
Ахмад Шах е и запален поет, пишейки най-вече на родния си пущу, но понякога и на персийски. Поезията му е патриотична и националистична, често описваща красивата география на Афганистан.
След разграбването на Делхи без никаква съпротива през 1757 г., той опустошава също градовете Агра, Матхура и Вриндаван. Към 1759 г. Ахмад Шах и армията му вече се намират пред Лахор и са в състояние да посрещнат войските на Маратхската империя. По това време Ахмад Шах вече е известен с това, че може да печели битки, в които е числено превъзхождан от врага. Междувременно войските на Маратха са се слели в една голяма армия под командването на Садашив Рао Бхау. Панипат се превръща в сцена на сблъсък между двете армии. Битката се провежда на 14 януари 1761 г. по 12-километров фронт. И докато Ахмад Шах печели решителна победа над индусите, много скоро владенията му се оказват засегнати от множество предизвикателства. Армията му търпи големи загуби, отслабвайки властта му в Пенджаб, който впоследствие е завзет от сикхите. В северните части на Бухара избухват въстания. Победата при Панипат е кулминацията на афганистанското величие.
Упадъкът на Дуранийската империя на Ахмад Шах започва, когато сикхите в Пенджаб започват да се бунтуват. Дурани ги подчинява на няколко пъти, но след всеки път сикхите отново се разбунтуват. Това движение напред и назад продължава няколко години в началото на 1760-те години, докато накрая дуранийците губят контрол над сикхите.
Към началото на 1770-те години Ахмад Шах страда от рак, докато враговете му постепенно изяждат империята му. Според някои сведения, той е носил фалшив сребърен нос, тъй като ракът е отнел част от лицето му.
През 1773 г. Ахмад Шах Дурани умира в дома си в планините източно от Кандахар. Погребан е в мавзолей в Кандахар, който е запазен и до днес.